# Golf de Girolata
El Golf de Girolata a Còrsega, és una rèplica en miniatura del golf de Porto, situat al costat. Està vorejada per grans penya-segats vermells de més de 300 metres, com la Punta Rosa, i cobert de maquis.Està inscrit a la llista del Patrimoni de la Humanitat de la UNESCO des del 1983